# Vlaska
Vlaska  (lat. Hyparrhenia), rod trajnica iz porodice trava raširena po Africi i dijelovima Europe, Azije, Australije i Srednje i Južne Amerike.
Od 59 vrsta, u Hrvatskoj postoji jedna vrsta, oštrodlakava vlaska ili dlakava oštra vlaska (H. hirta).

## Vrste
1. Hyparrhenia anamesa Clayton
2. Hyparrhenia andongensis (Rendle) Stapf
3. Hyparrhenia anemopaegma Clayton
4. Hyparrhenia anthistirioides (Hochst. ex A.Rich.) Andersson ex Stapf
5. Hyparrhenia arrhenobasis (Hochst. ex Steud.) Stapf
6. Hyparrhenia bagirmica (Stapf) Stapf
7. Hyparrhenia barteri (Hack.) Stapf
8. Hyparrhenia bracteata (Humb. & Bonpl. ex Willd.) Stapf
9. Hyparrhenia caboverdeana Rivas Mart., Lousã, J.C.Costa & Maria C.Duarte
10. Hyparrhenia claytonii S.M.Phillips
11. Hyparrhenia coleotricha (Steud.) Andersson ex Clayton
12. Hyparrhenia collina (Pilg.) Stapf
13. Hyparrhenia confinis (Hochst. ex A.Rich.) Andersson ex Stapf
14. Hyparrhenia coriacea Mazade
15. Hyparrhenia cyanescens (Stapf) Stapf
16. Hyparrhenia cymbaria (L.) Stapf
17. Hyparrhenia dichroa (Steud.) Stapf
18. Hyparrhenia diplandra (Hack.) Stapf
19. Hyparrhenia dregeana (Nees) Stapf ex Stent
20. Hyparrhenia dybowskii (Franch.) Roberty
21. Hyparrhenia exarmata (Stapf) Stapf
22. Hyparrhenia familiaris (Steud.) Stapf
23. Hyparrhenia figariana (Chiov.) Clayton
24. Hyparrhenia filipendula (Hochst.) Stapf
25. Hyparrhenia finitima (Hochst.) Andersson ex Stapf
26. Hyparrhenia formosa Stapf
27. Hyparrhenia gazensis (Rendle) Stapf
28. Hyparrhenia glabriuscula (Hochst. ex A.Rich.) Andersson ex Stapf
29. Hyparrhenia gossweileri Stapf
30. Hyparrhenia griffithii Bor
31. Hyparrhenia hirta (L.) Stapf
32. Hyparrhenia involucrata Stapf
33. Hyparrhenia madaropoda Clayton
34. Hyparrhenia mobukensis (Chiov.) Chiov.
35. Hyparrhenia multiplex (Hochst. ex A.Rich.) Andersson
36. Hyparrhenia neglecta S.M.Phillips
37. Hyparrhenia newtonii (Hack.) Stapf
38. Hyparrhenia niariensis (Franch.) Clayton
39. Hyparrhenia nyassae (Rendle) Stapf
40. Hyparrhenia papillipes (Hochst. ex A.Rich.) Andersson ex Stapf
41. Hyparrhenia pilgeriana C.E.Hubb.
42. Hyparrhenia pilosa Mazade
43. Hyparrhenia poecilotricha (Hack.) Stapf
44. Hyparrhenia praetermissa Veldkamp
45. Hyparrhenia quarrei Robyns
46. Hyparrhenia rudis Stapf
47. Hyparrhenia rufa (Nees) Stapf
48. Hyparrhenia schimperi (Hochst. ex A.Rich.) Andersson ex Stapf
49. Hyparrhenia sinaica (Delile) Llauradó ex G.López
50. Hyparrhenia smithiana (Hook.fil.) Stapf
51. Hyparrhenia subplumosa Stapf
52. Hyparrhenia tamba (Hochst. ex Steud.) Andersson ex Stapf
53. Hyparrhenia tuberculata Clayton
54. Hyparrhenia umbrosa (Hochst. ex A.Rich.) Andersson ex Clayton
55. Hyparrhenia variabilis Stapf
56. Hyparrhenia violascens (Stapf) Clayton
57. Hyparrhenia welwitschii (Rendle) Stapf
58. Hyparrhenia wombaliensis (Vanderyst ex Robyns) Clayton
59. Hyparrhenia yunnanensis B.S.Sun